# Eberhard August Wilhelm von Zimmermann
Eberhard August Wilhelm von Zimmermann (17 augustus 1743 – 4 juli 1815) was een Duits geograaf, zoöloog en filosoof. Hij is vooral bekend als schrijver van Specimen Zoologiae Geographicae Quadrupedum (1777), een van de eerste werken over de geografische verspreiding van zoogdieren.

## Biografie
Eberhard August Wilhelm von Zimmermann werd geboren te Uelzen en studeerde van 1761 tot 1765 aan de universiteiten van Leiden, Halle en Göttingen. Mogelijk studeerde hij ook aan de Humboldt-Universiteit Berlijn. Hij studeerde aan deze universiteiten onder andere natuurlijke historie, filosofie, wiskunde en geografie. In Göttingen sloot Zimmermann zijn studie af met een wiskundige publicatie.
In 1766 werd Zimmerman hoogleraar in de natuurwetenschappen en wiskunde in Braunschweig. Hij publiceerde hier enkele artikelen over natuurwetenschappen, waaronder Specimen Zoologiae Geographicae Quadrupedum. Hiermee verkreeg hij grote bekendheid. In 1778 werd hij lid van de Akademie der Wissenschaften zu Göttingen. In 1796 werd Zimmerman ontheven uit zijn onderwijsverplichting, en kon hij zich geheel storten op zijn onderzoek.
Zimmerman maakte reizen naar Lijfland, Rusland, Zweden, Denemarken, Engeland, Frankrijk, Italië en Zwitserland. Deze reizen waren meer bedoeld om zijn ontdekkingen en experimenten te tonen dan om meer onderzoek te doen.
Zimmerman stierf uiteindelijk na een lang ziekbed in juli 1815.
- Bibsys: 1098999
- Biblioteca Nacional de Chile: 000249730
- Biblioteca Nacional de España: XX1766035
- Bibliothèque nationale de France: cb12330956p (data)
- CiNii: DA05992426
- Gemeinsame Normdatei: 11882435X
- International Standard Name Identifier: 0000 0001 2143 0278
- Library of Congress Control Number: n84133685
- Nationale Bibliotheek van Letland: 000290777
- Nationale Bibliotheek van Tsjechië: mzk2009511810
- Nationale bibliotheek van Australië: 36542931
- Nationale Bibliotheek van Israël: 987007306496105171
- Nationale Bibliotheek van Polen: a0000002686536
- Nederlandse Thesaurus van Auteursnamen: 070400660
- Réseau des bibliothèques de Suisse occidentale: 02-A004000372
- LIBRIS: 322389
- SNAC: w6m92131
- Système universitaire de documentation: 067041280
- Trove: 1282770
- Virtual International Authority File: 89539842
- WorldCat: E39PBJg8CTWyjXB9VmrHPrv8md